# Cambodge aux Jeux paralympiques d'été de 2016
Le Cambodge participe aux Jeux paralympiques d'été de 2016 à Rio de Janeiro. Il est représenté par 1 athlète en athlétisme.

## Athlétisme

### Hommes

#### Courses
| Athlète | Catégorie | Épreuve | Séries  | Séries | Demi-finales | Demi-finales | Finale  | Finale  |
| Athlète | Catégorie | Épreuve | Temps   | Rang   | Temps        | Rang         | Temps   | Rang    |
| ------- | --------- | ------- | ------- | ------ | ------------ | ------------ | ------- | ------- |
| Vun Van | T54       | 100 m   | 15 s 44 | 6e     | Éliminé      | Éliminé      | Éliminé | Éliminé |